# Charles MacArthur
Charles Gordon MacArthur (5. november 1895 - 21. april 1956) var en amerikansk dramatiker og manuskriptforfatter.

## Priser og nomineringer
Academy Award for bedste historie - En Mand uden Moral (delt med Ben Hecht) (1936)
- Nomineringer:
  - bedste filmatisering - Stormfulde højder (delt med Ben Hecht) i 1940
  - bedste historie - Rasputin og Kejserinden i 1934

I 1983 blev MacArthur posthumt optaget i American Theater Hall of Fame.

## Film skildring
MacArthur blev portrætteret af skuespilleren Matthew Broderick filmen Mrs. Parker og den onde cirkel fra 1994.